# Mixco
Mixco é uma cidade da Guatemala, e é um município do departamento de Guatemala.
A maior parte de Mixco é separada da cidade por canyons, para os quais uma multidão de pontes foram criadas. Ciudad San Cristóbal, uma das maiores cidades da Guatemala, está localizada neste município. É a terceira maior cidade do Departamento da Guatemala, depois da Cidade da Guatemala e Villa Nueva, com uma população de 688.124 habitantes.